# روز ژولیوسی
روز ژولیوسی (به انگلیسی: Julian day)، عددی است صحیح؛ نشانگر تعداد روزهای گذرانده شده از مبدأ زمانی مشخصی است.
این مبدأ زمانی دقیقاً ظهر روز دوشنبه اول ژانویه سال ۴۷۱۳ قبل از میلاد است. آن روز مشخص روز صفر قرار داده شده‌است و با سپری شدن هر روز، یک عدد به این شمارنده افزوده می‌گردد. برای نشان دادن دقیقتر زمان می‌توان از اعداد کسری نیز استفاده کرد. روز ژولیوسی به صورت عدد منفی (برای روزهای قبل از مبدأ) قابل استفاده است.
این گاهشماری ابتدا توسط ستاره‌شناسان به منظور قرار دادن یک کمیت عددی برای ثبت وقایع پیشنهاد گشت، و پس از آن گروه‌های دیگری نیز از آن استفاده کردند، از آن جمله در دریانوردی و در پروتکل‌های مخابراتی. باید توجه شود که روز ژولیوسی هیچ ارتباطی با تقویم ژولیوسی ندارد.
اکنون2460747.83125 روز ژولیوسی است.

## دگرگون یافته‌های این گاهشماری
- روز ژولیوسی اصلاح شده: روز ژولیوسی رقم نسبتاً بزرگی است. برای حل این مشکل مبدأ را در نیمه شب چهارشنبه ۱۷ نوامبر ۱۸۵۷ قرار دادند و این گاهشماری را ژولیوسی اصلاح شده گفتند. برای یافتن این عدد کافی است از روز ژولیوسی عدد ۲٬۴۰۰٬۰۰۰٫۵ کم گردد.

این قرارداد در سال ۱۹۵۷ بسته شد و گویا هدف ستاره‌شناسان برای این‌کار کاستن از تعداد بیت لازم برای شمارنده روزهای سفینه اسپوتنیک بود.